# Schwarzer Lauch
Der Schwarze Lauch (Allium nigrum, Syn: Allium multibulbosum), auch Dunkler Lauch und Schwarz-Lauch genannt, ist eine Pflanzenart aus der Gattung Lauch (Allium) in der Unterfamilie der Lauchgewächse (Allioideae) innerhalb der Pflanzenfamilie der Amaryllisgewächse (Amaryllidaceae). Diese mediterrane Lauchart wird gelegentlich als Zierpflanze verwendet.

## Beschreibung

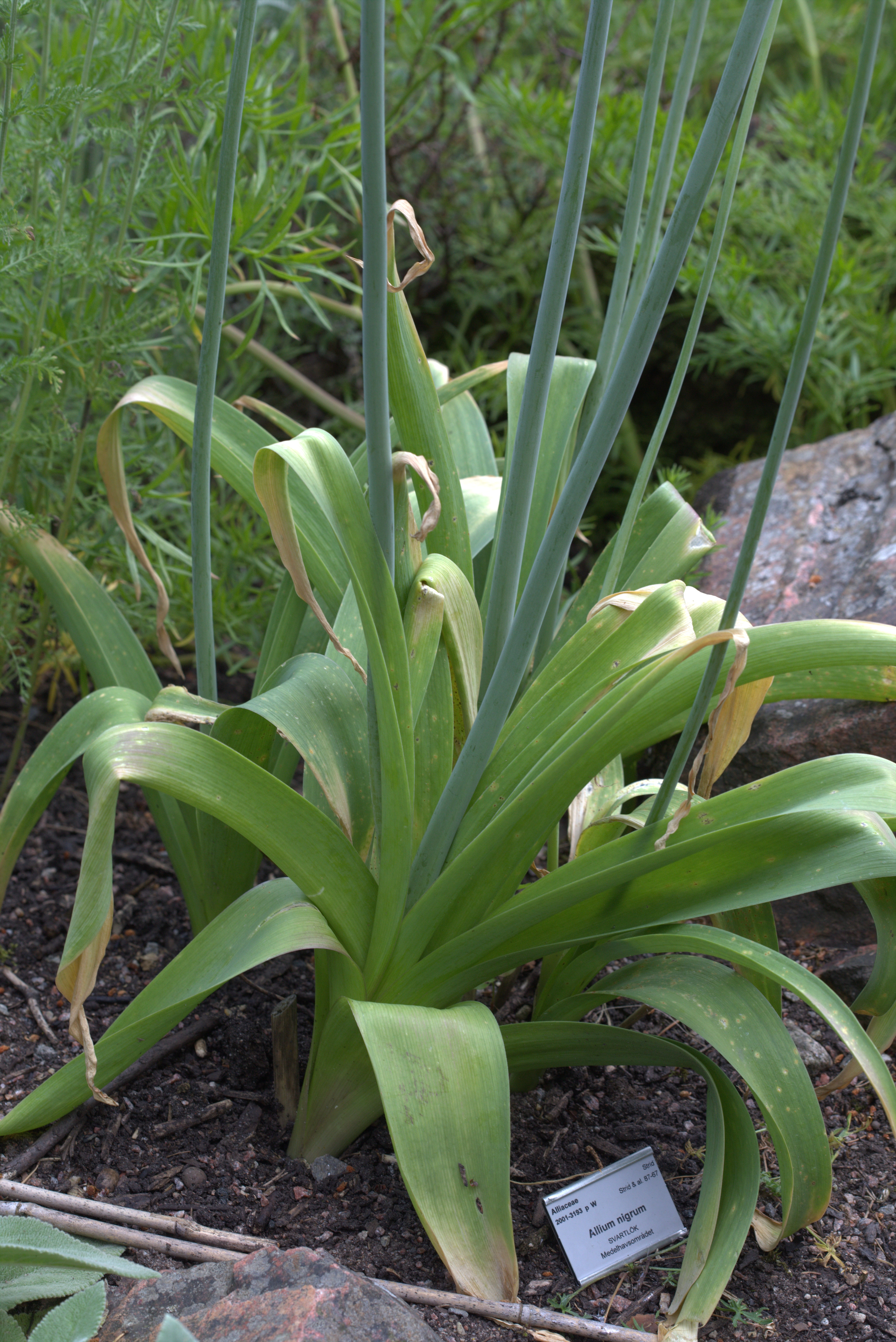
Laubblätter

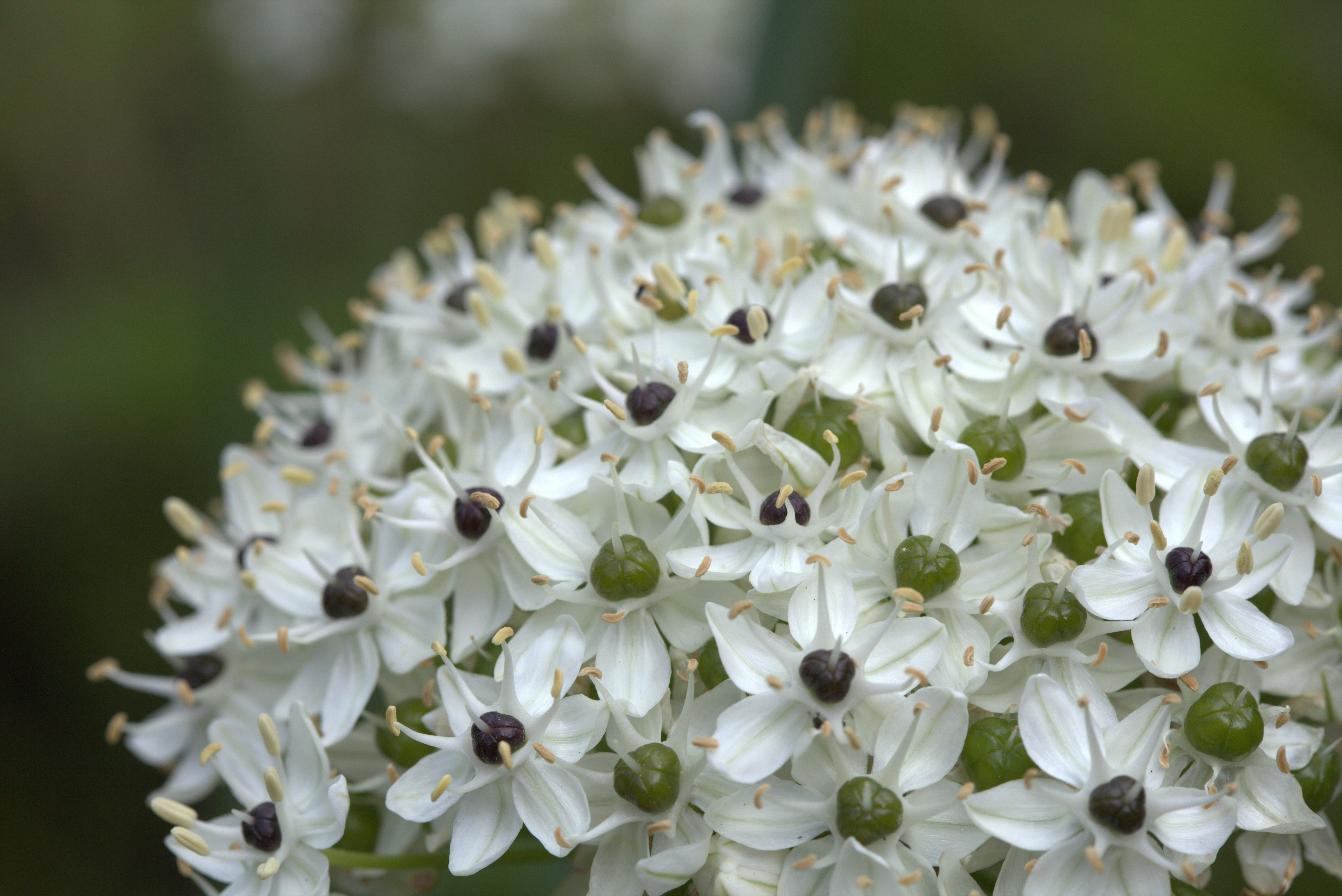
Blütenstand und Blüten

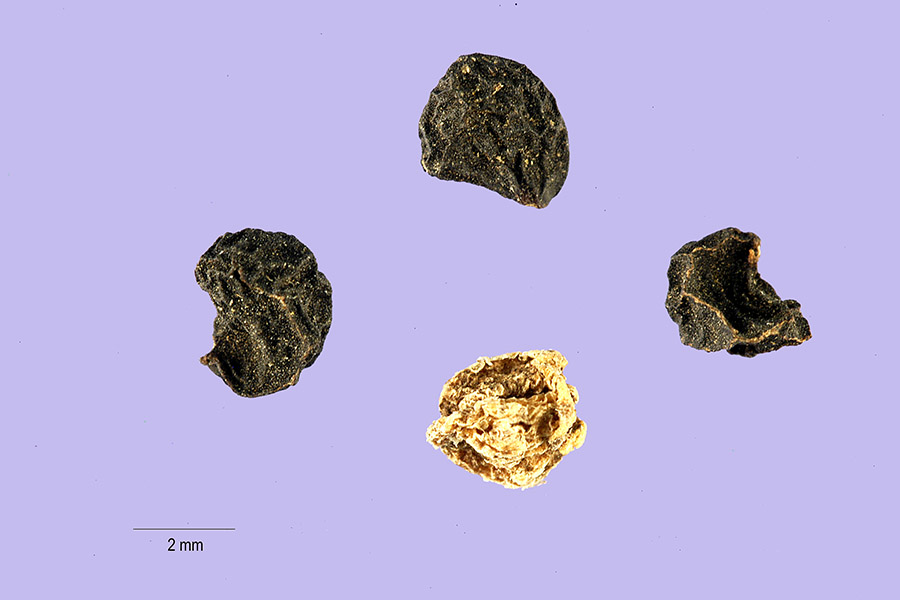
Samen

### Vegetative Merkmale
Der Schwarze Lauch ist eine ausdauernde krautige Pflanze, die Wuchshöhen von 40 bis 90 Zentimetern erreicht. Die 2,5 bis 3 Zentimeter breiten Zwiebeln sind eiförmig und besitzen eine membranartige Hülle. Mit drei bis vier Zwiebeln als Überdauerungsorgane werden kleine Horste gebildet. Die Pflanze riecht nicht nach Knoblauch oder Lauch.
Die drei bis vier, selten bis sechs Laubblätter sind grundständig, nicht in Stiel und Spreite gegliedert, sondern umgeben den Stängel und sind zur Blütezeit meist noch vorhanden. Die einfachen, mittel-grünen Laubblätter sind bei einer Länge von bis 50 Zentimetern sowie einer Breite von 2 bis 5, selten bis 8 Zentimetern riemenförmig bis breit-lanzettlich.

### Generative Merkmale
Die Blütezeit liegt im Mai und Juni. Der aufrechte bis leicht überhängende Blütenstandsschaft ist rund, zylindrisch. Im mit einem Durchmesser von 5 bis 10 Zentimetern abgeflachten oder halbrunden, doldigen Blütenstand sind viele (75 bis 100) Blüten und Brutzwiebeln enthalten. Das einteilige Hüllblatt bricht in drei zwei bis vier Zipfeln auf. Die grünen Blütenstiele sind 2,5 bis 4,5 Zentimeter lang.
Die zwittrige Blüte ist dreizählig, radiärsymmetrisch, becherförmig und sternförmig. Die 8 bis 11 Millimeter langen und 3 bis 4 Millimeter breiten Perigonblätter sind weiß bis hellviolett oder rosa mit grüner oder rosafarbener Mittelader. Die Staubblätter sind kürzer als die Perigonblätter. Die Staubblätter sind an ihrer Basis zu einem Ring verwachsen, verschmälern sich abrupt und tragen gelbe Staubbeutel. Die drei Fruchtblätter sind zu einem oberständigen, gelappten, anfangs grünen, später dunkel-grünen bis schwarzen Fruchtknoten verwachsen.
Die Kapselfrucht ist bis 8 Millimeter groß. Die Samen sind braun-schwarz.

### Chromosomensatz
Die Chromosomengrundzahl beträgt x = 8; es liegt Diploidie mit einer Chromosomenzahl von 2n = 16 vor.

## Vorkommen
Der Schwarze Lauch ist rund um das Mittelmeer in Südeuropa, Griechenland, Bulgarien, Türkei, in Ländern der Levante sowie in den nordafrikanischen Ländern Marokko, Algerien, Tunesien und Libyen verbreitet. In Großbritannien gilt er als eingebürgert. In Deutschland gibt es sich etablierende (neophytische) Vorkommen auf der Schwäbischen Alb und am Erzgebirge.
Der Schwarze Lauch besiedelt im Mittelmeerraum Brachland, Äcker, Olivenhaine und kalkreiche Bergregionen in Höhenlagen von 100 bis 2000 Metern.

## Systematik
Die Erstveröffentlichung von Allium nigrum erfolgte 1762 durch Carl von Linné in Species Plantarum. 2. Auflage, Band 1, S. 430. Das Artepitheton nigrum bedeutet „schwarz“ und bezieht sich hier auf die auffälligen, mehr oder weniger dunklen, später schwarzen Fruchtknoten.
Die Art Allium nigrum gehört zur Sektion Melanocrommyum Webb & Berth aus der Untergattung Melanocrommyum (Webb & Berth.) Rouy in Gattung Allium. Li et al. 2010 bestätigen durch DNA-Analysen diese Einordnung von Allium nigrum und auch des sehr ähnlichen Allium atropurpureum in die Sektion Melanocrommyum.
Pflanzenpopulationen mit zahlreichen Brutzwiebeln in den Blütenständen wurden als Allium multibulbosum Ledeb., Allium nigrum var. multibulbosum (Jacq.) Rouy in G.Rouy & J.Foucaud und Allium nigrum subsp. multibulbosum (Jacq.) Holmboe beschrieben, die allerdings einige Autoren als eine eigene Art Allium multibulbosum Jacq. betrachten. Weitere Synonyme von Allium nigrum sind Allium bauerianum Baker, Allium magicum L. und Allium paniculatum Viv.

## Verwendung
Der Schwarze Lauch wird gelegentlich als Zierpflanze verwendet. Der Schwarze Lauch eignet sich für Staudenbeete, Steppen- und Steingartenpflanzungen an sonnigen, sommertrockenen Stellen mit durchlässigem, möglichst basen- und schotterreichem Boden. Das Laub wird früh unansehnlich. Eine Kombination mit halbhohen Gräsern und Stauden kann hier Abhilfe schaffen, etwa eine Kombination mit Wiesen-Salbei oder Steppen-Salbei. Der Schwarze Lauch ist auch unter dem Namen Allium multibulbosum im Handel. Er gilt als mäßig winterhart bis −18 °C (Zone 7), so dass etwas Winterschutz empfohlen wird.